# Tritónova fontána
Tritónova fontána (ital. Fontana del Tritone) je barokní kašna na římském náměstí Piazza Barberini, kterou v letech 1642-1643 vytvořil sochař a architekt Gian Lorenzo Bernini z travertinu.
Zadavatelem díla byl Berniniho velký mecenáš, papež Urban VIII., který si přál dotvořit pomocí dvou kašen nový prostor náměstí Piazza Barberini v blízkosti svého paláce na starém městě. V současné zástavbě však již převažují novodobé domy.
Bernini patřil ke generaci tvůrců barokní koncepce kašen s fontánou. Kašnu v klasickém pojetí veřejné nádrže na vodu spojil s okrasnou fontánou. Z dosud uzavřených soukromých prostor dvorů, vil a zahrad ji přenesl do veřejného prostoru ulic a náměstí. Oproti užitkovému charakteru městských kašen je povýšil na architektonické dílo. Dal kašně novou formu s variabilním a mnohotvárným proudem vody, který může tvořit její siluetu nebo celý vnější plášť. Neustálé proudění vodotrysku bývá přirovnáváno k nepřetržitému koloběhu vody v přírodě. Bernini přiřadil fontánu k charakteristickým formám baroka.

## Popis
Základnu a střední sloup kašny tvoří čtveřice soch delfínů se zdviženými ocasy. Objednavatele díla reprezentuje plastická papežská mitra a pod ní rodový znak Barberiniů se třemi včelami na štítu. Delfíni pozdvihují na ocasních ploutvích dvojici mušlí, nádrží na vodu, na nichž sedí svalnatý Tritón, mořský bůh se spodní polovinou těla ryby. Ve zdvižených rukou Tritón drží u úst lasturu, ze které vyfukuje vysoký proud vody. Široký kruhový bazén pod sochou měří v průměru přes 4 metry.

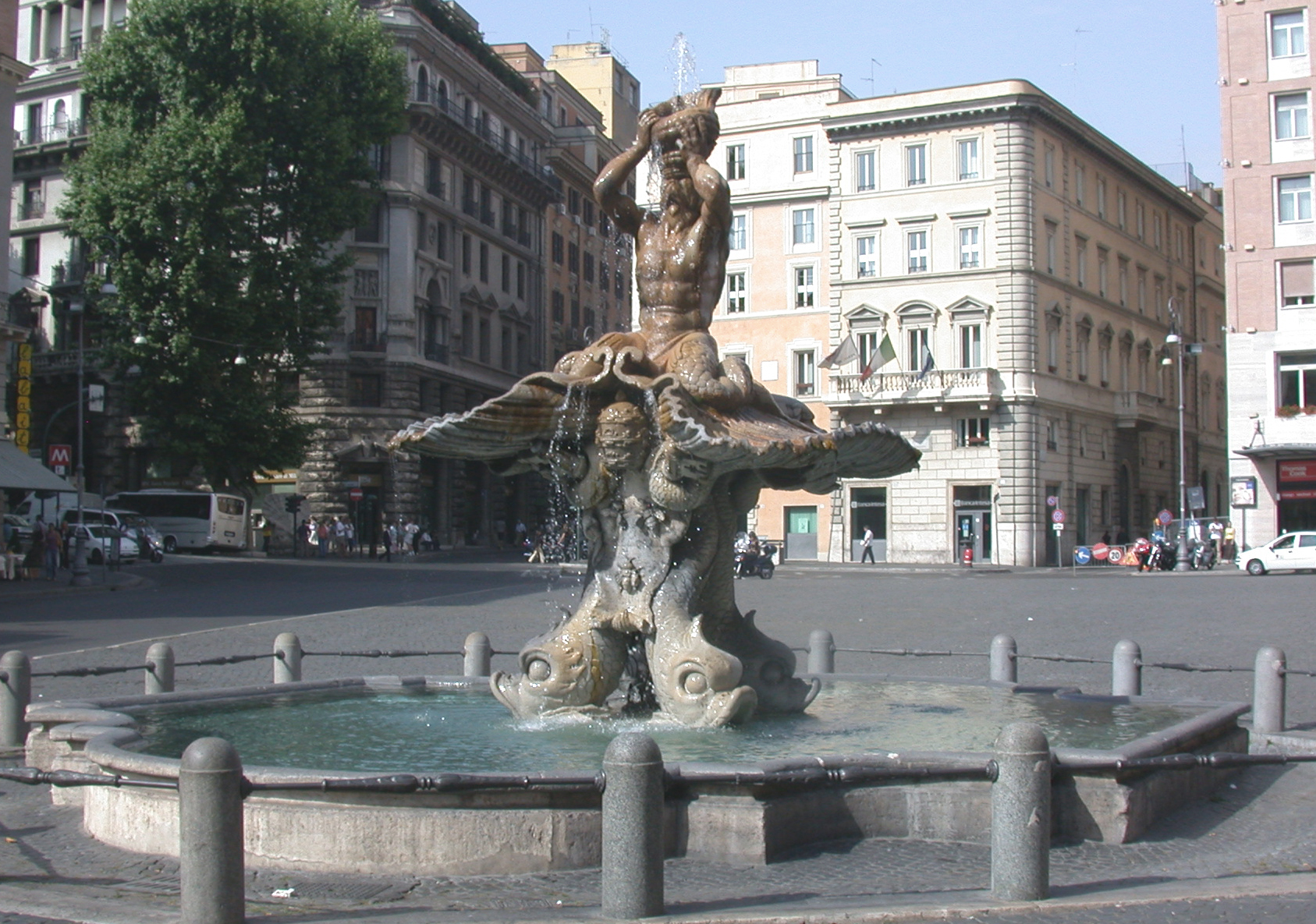
Situace Tritónovy fontány na Piazza Barberini

Protějškem Tritónovy dekorativní fontány je menší a praktičtější Včelí kašna Fontana delle Api, s běžnou kruhovou nádrží na vodu a plastickou mušlí se včelami. Jako vodní zdroj obou kašen byl použit akvadukt Acqua Felice.
Berniniho vzorem této kašny z let 1635–1641 se inspiroval například tvůrce pozdější Fontány di Trevi Nicola Salvi.